# Dehesa de Romanos
Dehesa de Romanos ist ein Ort und eine nordspanische Gemeinde (municipio) mit 46 Einwohnern (Stand: 2024) in der Provinz Palencia der Autonomen Gemeinschaft Kastilien-León.

## Lage und Klima
Dehesa de Romanos liegt in der altkastilischen Meseta in einer Höhe von ca. 940 m. Die Provinzhauptstadt Palencia befindet sich gut 70 km (Fahrtstrecke) südlich. Das Klima im Winter ist kühl, im Sommer dagegen trotz der Höhenlage gemäßigt bis warm; Niederschläge (ca. 693 mm/Jahr) fallen überwiegend im Winterhalbjahr.

## Bevölkerungsentwicklung
| Jahr      | 1970 | 1981 | 1991 | 2001 | 2011 | 2021 |
| Einwohner | 186  | 104  | 68   | 47   | 38   | 57   |

## Sehenswürdigkeiten
- Eugenienkirche
- Martinskirche

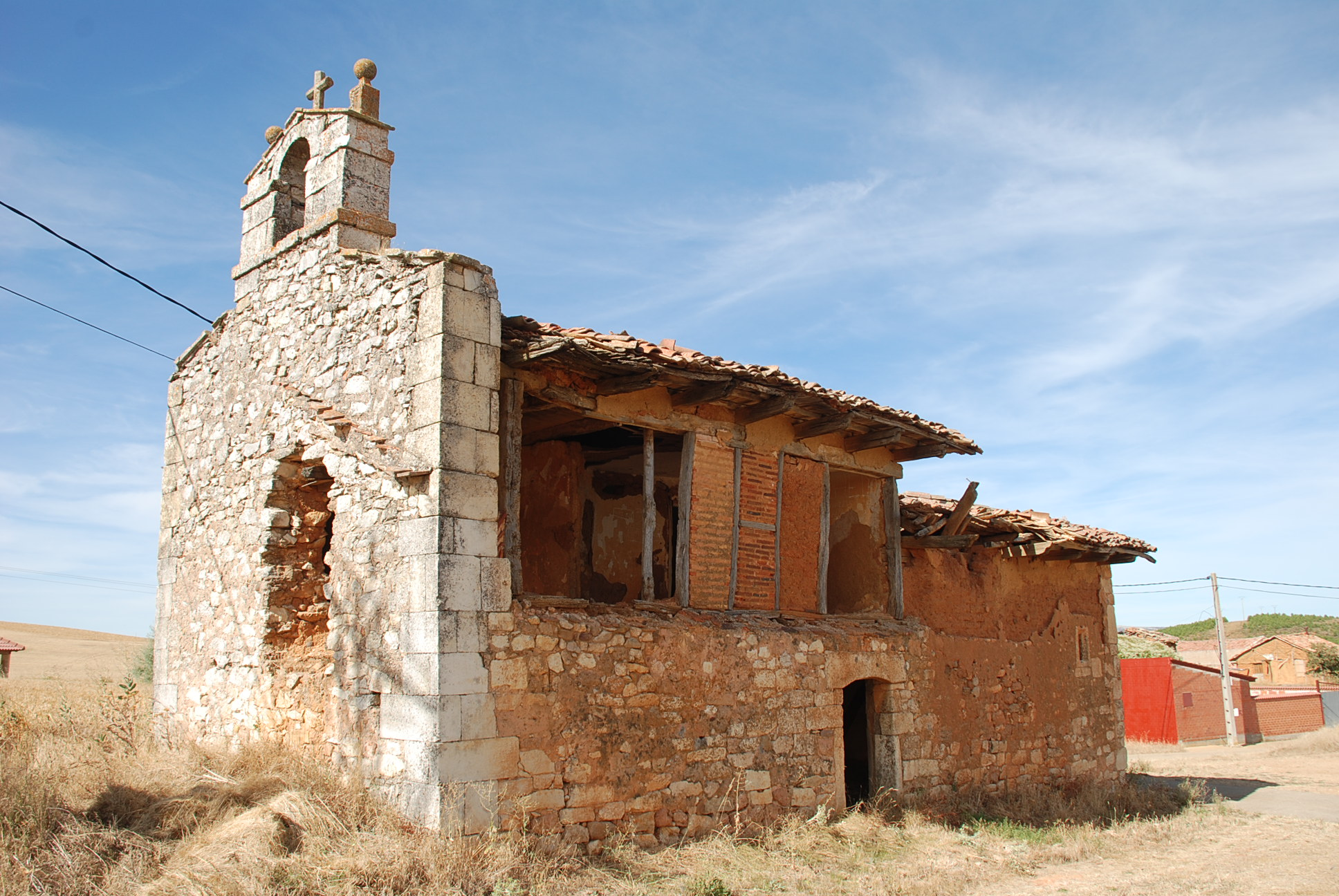
Rochuskapelle
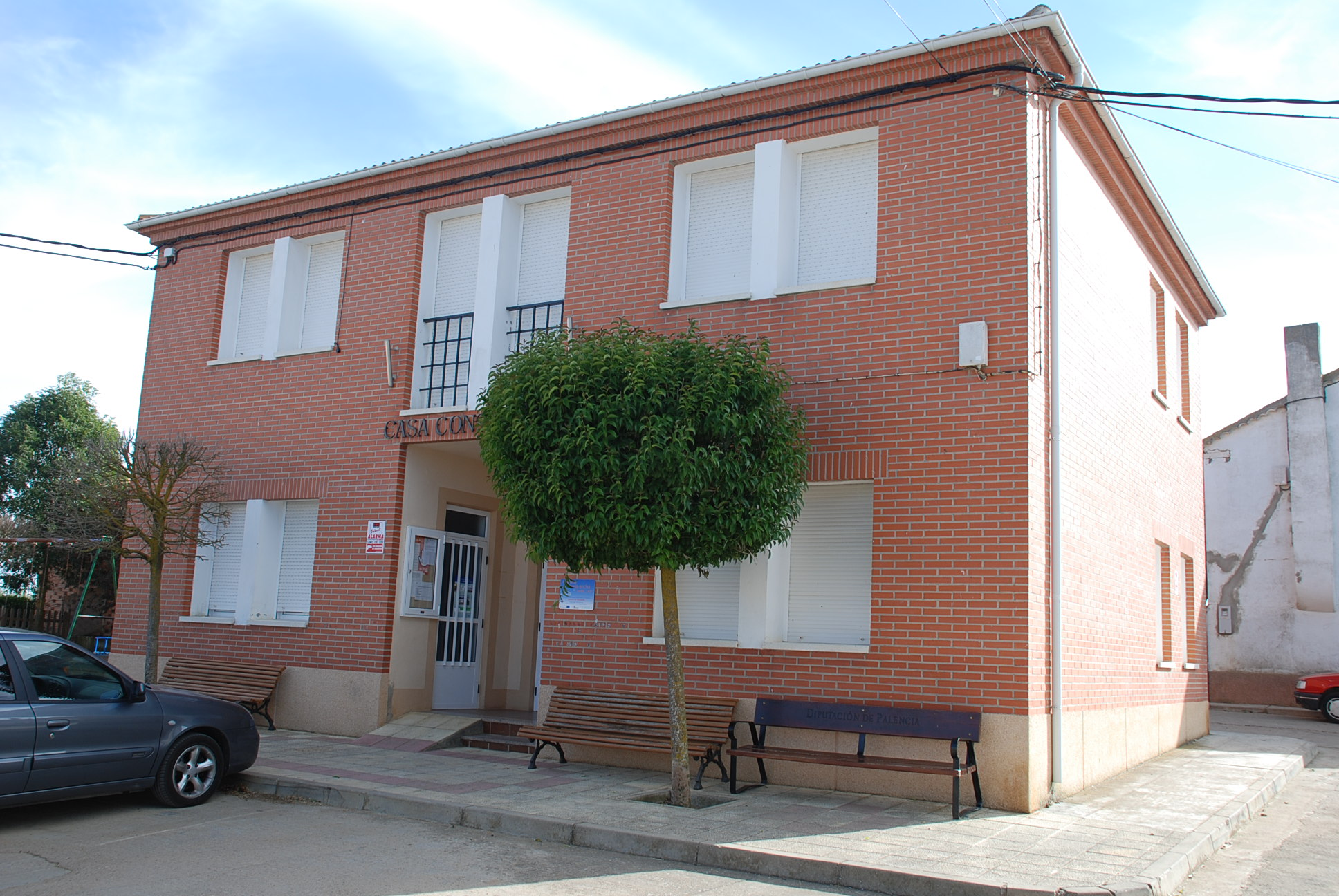
Salvatorkapelle

- Rochuskapelle
- Rathaus